# Запоге
Запоге (словен. Zapoge) — поселення в общині Водиці, Осреднєсловенський регіон, Словенія. 
Висота над рівнем моря: 337,5 м.